# Ñ
Az Ñ, ñ – ejtsd: [enye], IPA [ˈeɲe] – a hivatalos spanyol ábécé 15. betűje, amely az N, n után következik, egyúttal vele egészül ki a nemzetközi latin ábécé. Mint egyedülálló és jellegzetes betű, gyakran a spanyol nyelv jelképeként használják. A betű fölötti hullámvonal neve tilde, amely itt a diakritikus jel szerepét tölti be.

## Hangértéke
A spanyolban a zöngés palatális orrhangot jelöli: IPA /ɲ/ (magyar ny). Fonetikailag a magyar ny-nél általában valamivel hosszabb (vagyis az ny és nny között van). Több más nyelv (pl. a galícai, baszk stb.) is használja ugyanezzel a hangértékkel.
A breton nyelvben is használják, de ott nincs hangértéke, csak az előző magánhangzó orrhangúságát jelöli.

## Története
Egy, a klasszikus latinban még nem létező hangról lévén szó, megjelenítése kevésbé egységes az ókori Róma nyelvének közvetlen leszármazottjainál. Míg a katalán az ny, a francia és az olasz a gn, valamint a portugál az nh digráfot választották, addig a spanyol által elfogadott megoldás, sok ingadozás után, eltérő lett. Az óspanyolban szintén egy kettős betű, az nn jelölte ezt a hangot (mivel a legtöbb szóban etimológiailag is a latin -nn-ből származik), azonban ezt hamarosan az n felett egy vonallal kezdték el rövidíteni. E felülvonás – a tilde – később hullámos alakot öltött, amely máig megőrződött. Az így létrejött új betűt más nyelvek is átvették, mint a galiciai, a baszk,  a guarani, a tagalog stb.

## Érdekesség
Habár önálló betű az ábécében, eredetileg nem kezdődik vele spanyol szó; ebben a helyzetben mindössze néhány népies, indián eredetű, idegen vagy hangfestő szóban fordul elő, például ñame (trópusi növény), ñandú ’nandu’, ñoño ’együgyű’, ñoqui ’nokedli’.

## Bevitele számítógépes alkalmazásokba
A spanyol billentyűzetkiosztáson az L mellett jobbra található (magyar billentyűzetkiosztáson az É-nek megfelelő billentyű). Spanyol billentyűzetkiosztással nem rendelkező személyi számítógépeken az alábbi digitális kódokkal jeleníthető meg:
| Kód           | ñ                | Ñ                |
| ------------- | ---------------- | ---------------- |
| Unicode/ASCII | ALT+0241 ALT+164 | ALT+0209 ALT+165 |
| HTML          | &ntilde; &#241;  | &Ntilde; &#209;  |

A kódokban szereplő számokat a számbillentyűzetről, a NumLock billentyű bekapcsolt állapotában kell bevinni.
Egyes billentyűzetkiosztásokon, mint a nemzetközi amerikai angol billentyűzet esetében a tildét repülő ékezetként az n-nel kombinálva lehet bevinni: ~ + N = Ñ.

## Lásd még
- Spanyol ábécé
- Latin ábécé

## Külső hivatkozások
- ñ – Diccionario panhispánico de dudas
- ñ – Diccionario de la lengua española